# Droga wojewódzka nr 893
Droga wojewódzka nr 893 (DW893) – droga wojewódzka o długości 30 km łącząca Hoczew z Cisną.